# Silje Waade
Silje Katrine Waade (născută 20 martie 1994, în Stjørdal) este o handbalistă din Norvegia care joacă pentru clubul Vipers Kristiansand și pentru echipa națională a Norvegiei.
Până la vârsta de 17 ani, Waade a practicat atletismul.

## Palmares
- Eliteserien:
  - Câștigătoare: 2019, 2020, 2021, 2022

- Cupa Norvegiei:
  - Câștigătoare: 2018, 2019, 2020, 2021

- Liga Campionilor EHF:
  -  Câștigătoare: 2020-2021, 2021-2022

- Campionatul European:
  -  Medalie de aur: 2016

- Campionatul Mondial pentru Junioare:
  -  Medalie de bronz: 2012

## Premii individuale
- Extrema dreapta a All-Star Team la Golden League 2016;[7]
- Cel mai bun intermediar dreapta al lunii septembrie 2016 în Grundigligaen, sezonul 2016/2017;[8]